# Colletes hirtibasis
Colletes hirtibasis är en biart som beskrevs av Cockerell 1936. Colletes hirtibasis ingår i släktet sidenbin, och familjen korttungebin. Inga underarter finns listade i Catalogue of Life.